# 库朗
库朗（法語：Courant，法語發音：[kuʁɑ̃] ⓘ）是法国滨海夏朗德省的一个市镇，位于该省北部偏东，属于圣让当热利区。

## 地理
库朗（46°2'32"N, 0°34'25"W）面积15.46 平方千米，位于法国新阿基坦大区滨海夏朗德省，该省份为法国西部滨海省份，北起旺代省，西临大西洋，南至吉倫特省，东南接多爾多涅省，东北接德塞夫勒省接壤，东临夏朗德省。
与库朗接壤的市镇（或旧市镇、城区）包括：贝尔奈圣马尔坦、朗德、洛宰、米格雷、纳尚、皮罗朗、埃苏韦尔。

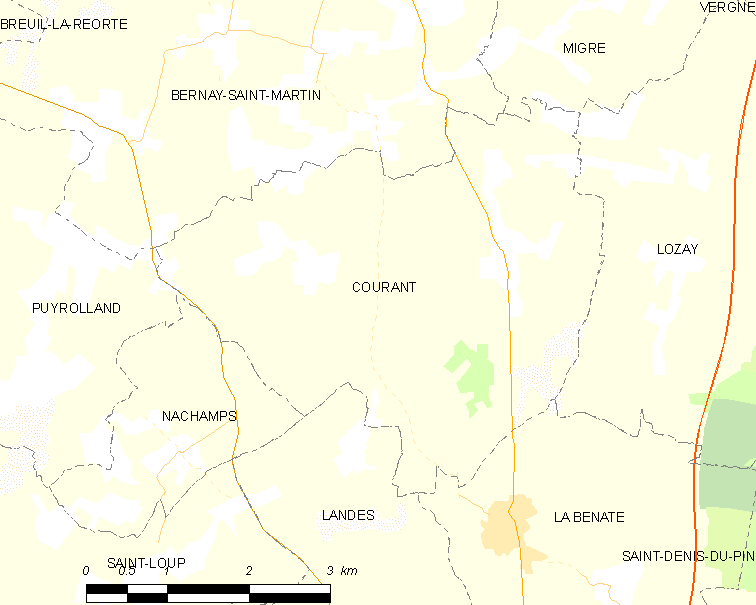
库朗的OSM定位图

库朗的时区为UTC+01:00、UTC+02:00（夏令时）。

## 行政
库朗的邮政编码为17330，INSEE市镇编码为17124。

## 政治
库朗所属的省级选区为圣让当热利县。

## 人口

1962-2008年间库朗人口变化图示

库朗于2022年1月1日时的人口数量为442人。